# Direitos de vizinhança
Direitos de vizinhança são direitos relativos ao uso nocivo da propriedade, árvores limítrofes, passagem forçada, limites entre prédios, direito de construir e direito de tapagem, isto é, trata-se de um conjunto de normas que têm por fim harmonizar os conflitos de concorrência entre proprietários e vizinhos, respeitando o convívio social.
A criação e a manutenção dos Direitos de Vizinhança estão na necessidade de se limitar à privacidade, havendo uma condição de subordinação de seu uso a respeito da propriedade de terceiros, isto é, deve haver uma constante verificação do indivíduo na utilização do seu imóvel para que esta utilização de forma alguma não ultrapasse os limites que possam afetar de alguma forma o direito de um terceiro.
No Brasil, está fixado no Código Civil Brasileiro, no capítulo V.

## Brasil

### Árvores limítrofes
Com a existência de inúmeros conflitos relacionados às árvores situadas nas divisas de dois prédios foi necessária a sua regulamentação.
São três hipóteses de conflitos derivados de árvores limítrofes, nas relações de vizinhança: na primeira, regula a questão das árvores nascidas nos arredores entre os dois terrenos; na segunda, figura o caso da invasão de um prédio pelos ramos das raízes da árvore pertencente ao prédio contíguo; na terceira, figura a questão da propriedade dos frutos caídos de arvores situados em terreno vizinho.
Em principio, a árvore existente em uma propriedade pertence ao titular do imóvel, o que também se estende aos ramos ou galhos e raízes.
Se, no entanto, o tronco se encontrar na linha divisória, pertence em comum aos donos dos prédios confinantes, configurando como propriedade comum. Sendo o terreno público, os frutos pertencem ao dono da árvore porque nesse caso desaparecem os riscos de disputas.
Em consequência, se cortada ou arrancada, deve ser ela racionada entre os proprietários confinantes, assim, como os frutos e os gastos com o corte. Se a presença da árvore estiver causando prejuízo, poderá o proprietário prejudicado reclamar o seu corte.
Dispõe o art. 1.282 do CC que "a árvore, cujo tronco estiver na linha divisória, presume-se pertencer em comum aos donos dos prédios confinantes".
Podendo ainda, conforme previsto no art. 1.283, conferir ao proprietário do terreno invadido o direito de cortar as raízes ou ramos de árvore que ultrapassarem a estrema do prédio, cortá-los até o plano divisório.
O Artigo 1.284 determina que “os frutos caídos de árvores do terreno vizinho pertencem ao dono do solo onde caíram, se este for propriedade particular".

### Passagem forçada de acesso
A passagem forçada baseia-se na solidariedade social que rege as relações de vizinhança, e na função econômica-social das propriedades, que interessam todo o coletivo.
Este instituto necessita de três condições fundamentais para sua ocorrência, sendo, o imóvel pretensamente inserido esteja, efetivamente, sem acesso a via pública, nascente ou porto, ou, pelo enunciado n. 88 do Conselho de Justiça Federal, quando este acesso existe, porém de forma insuficiente ou inadequada; o prédio seja naturalmente encravado, ou seja, não pode ter sido provocado, nem ao menos culposamente, pelo seu proprietário; que o proprietário do prédio por onde se estabelece a passagem forçada receba uma indenização, nos termos do art. 1.285 do CC, fixada judicialmente ou por convenção; que o direito seja exercido por seu titular legítimo: o proprietário, usufrutuário ou enfiteuta.
Este direito só será válido se o encravamento for natural e absoluto, portanto, se houver alguma saída mesmo que árdua, não poderá o proprietário exigir do vizinho outra passagem.
Segundo art. 1.285 § 2º do CC, ainda que se houver alienação parcial do prédio e uma das partes ficar sem acesso à via pública, cabe a outra parte tolerar a passagem.
Caso não havendo nenhum tipo de acordo, o juiz determinará a passagem pelo imóvel que mais facilmente prestá-la.
Não se confunde passagem forçada com servidão de passagem, já que esta constitui direito real sobre coisa alheia e provém geralmente de um contrato.
Livros que tratam do tema: https://web.archive.org/web/20120513145415/http://perse.doneit.com.br/Paginas/DetalhesLivro.aspx?ItemID=1423

### Da passagem forçada de cabos e tubulações
A passagem forçada baseia-se em dois princípios: no de solidariedade social que rege as relações de vizinhança, e no da função econômica-social das propriedades, que interessam todo o coletivo.
Este instituto implica três condições fundamentais para sua ocorrência:
- que o imóvel pretensamente encravado esteja, efetivamente, sem acesso a via pública, nascente ou porto, ou, pelo enunciado n. 88 do Conselho de Justiça Federal, quando este acesso existe, porém de forma insuficiente ou inadequada;
- que o prédio seja naturalmente encravado, ou seja, não pode ter sido provocado, nem ao menos culposamente, pelo seu proprietário;
- que o proprietário do prédio por onde se estabelece a passagem forçada receba uma indenização, nos termos do art. 1.285 do CC, fixada judicialmente ou por convenção;
- que o direito seja exercido por seu titular legítimo: o proprietário, usufrutuário ou enfiteuta.

A indenização acima referida geralmente é calculada por peritos, de acordo com a desvalorização da propriedade e com os prejuízos que dessa passagem possam advir ao imóvel onerado, e, uma vez concedida a passagem, sua não utilização, pelo período de 10 anos, pode acarretar sua perda, podendo, no entanto, ser readquirida mediante pagamento da indenização8.
Uma vez cessada as circunstâncias que caracterizem o encravamento, por mais cômoda que seja a passagem forçada, esta deverá ser extinta.
Nesta matéria enquadra-se também a questão da passagem de cabos e tubulações. Segundo Venosa9,
o proprietário é obrigado a tolerar a passagem, através de seu imóvel, de cabos, tubulações e outros condutos subterrâneos de utilidade pública, em proveito de proprietários vizinhos, quando de outro modo for impossível ou excessivamente onerosa.

### Das águas
É regulada não só pelo nosso Código Civil, como também pelo Código de Águas Decreto N. 24.643/34, e basicamente refere-se a cinco situações: águas que fluem naturalmente do prédio superior; águas levadas artificialmente ao prédio superior; fontes não captadas; águas pluviais; e aquedutos.
De acordo com o art. 1.288 do CC "o dono ou o possuidor do prédio inferior é obrigado a receber as águas que correm naturalmente do superior, não podendo realizar obras que embaracem o seu fluxo; porém a condição natural e anterior do prédio inferior não pode ser agravada por obras feitas pelo dono ou possuidor do prédio superior".
Prevê ainda o art. 1.290 do CC, o direito às sobras das águas nascentes e pluviais dos prédios inferiores, que poderão utilizá-las através de servidão.
É vedado ao proprietário do prédio superior poluir as águas indispensáveis às necessidades primordiais dos possuidores dos imóveis inferiores e, deverá recuperar ou ressarcir os danos pelas demais que poluírem, conforme dispõe o art. 1.291 do CC.
De acordo com o art. 1.292 do CC "o proprietário tem direito de construir barragens, açudes, ou outras obras para represamento de água em seu prédio; se as águas represadas invadirem prédio alheio, será o seu proprietário indenizado pelo dano sofrido, deduzido o valor do benefício obtido".

### Conclusão
O direito de vizinhança tem sua criação e manutenção baseada na necessidade de limitar a privacidade, importando com os direitos e deveres, esses nos quais são constituídos de duas faces; de um lado há o direito de uso, gozo e usufruto da propriedade, e de outro o dever de utilizá-la de forma lícita, regular e normal.
O direito de vizinhança é encontrado no Código Civil Brasileiro, no capítulo V, onde consta varias abordagens de temas como o uso nocivo da propriedade, árvores limítrofes, passagem forçada, limites entre prédios, direito de construir e direito de tapagem, isto é, o direito de vizinhança trata-se de um conjunto de normas que tem por fim harmonizar os conflitos de concorrência.